# Коржи (Ненецкий автономный округ)
Коржи — упразднённая деревня, ныне урочище, в Приморско-Куйском сельсовете Заполярного района в Ненецком автономном округе Российской Федерации.

## География
Деревня находилась на острове Коржа, образованным протоками Куйский Шар и Коржа Шар реки Печоры, примерно в 10 км от административного центра сельсовета посёлка Красное и в 30 км от деревни Никитцы.

## История
Деревня была основана в 1930-х годах. Первопоселенцами были усть-цилемские крестьяне Аристарх Чупров, Афанасий Пономарёв, которые приехали в урочище со своими семьями. Первое время они жили здесь в землянках, а потом построили дома. В 1936 году в Коржи приехал усть-цилемский крестьянин Павел Шевелев со своей семьей. Основным занятием жителей был рыбный промысел.
В 1952 году в Коржах было 4 двора и 18 жителей, а в 1955 году здесь уже было 10 дворов. В 1958 году в выселке проживал 51 человек, а в 1960 году здесь было 8 хозяйств и 41 житель.
В 1960-х годах жители Коржей стали переезжать в посёлок Красное. В 1966 году в деревне оставалось всего 2 двора. В дальнейшем в списках населённых пунктов Нижнепечорья деревня не значится.

## Инфраструктура
В Коржах был красный уголок и кино-установка, участок оленеводческого колхоза «Харп».